# Orden vom Schwarzen Stern (Frankreich)

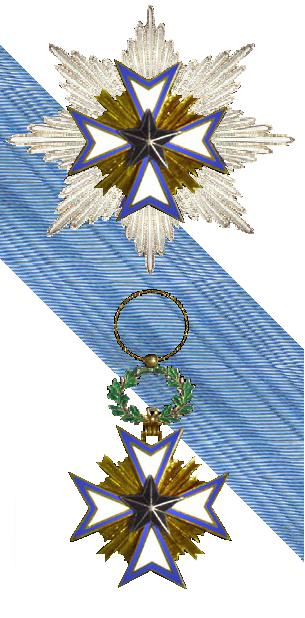
Orden vom Schwarzen Stern

Der Orden vom Schwarzen Stern wurde am 1. Dezember 1889 durch König Toffa von Porto-Novo als Zivil- und Militärverdienstorden gestiftet und per Dekrete vom 10. und 23. Mai 1896 durch den französischen Staatspräsidenten Félix Faure in die Reihe der französischen Orden aufgenommen. Mit der Stiftung des Ordre national du Mérite 1963 wurde der Orden nicht mehr verliehen.

## Klassen
Der Orden bestand aus fünf Klassen.
- Großkreuz
- Großoffizier
- Kommandeur
- Offizier
- Ritter

Nach der Übernahme in das französische Ordenssystem konnte eine Verleihungen mit der Auszeichnung erfolgen, wenn eine mindestens dreijährige Dienstzeit in den französischen Kolonien Westafrikas nachgewiesen wurde. Per Statutenänderung am 14. Juli 1933 konnten nur noch Personen mit dem Orden ausgezeichnet werden, die das 29. Lebensjahr vollendet und mindestens eine neunjährige Dienstzeit in den Westafrikanischen Kolonien abgeleistet hatten.

## Ordensdekoration
Das Ordenszeichen ist ein vergoldetes, weißemailliertes Malteserkreuz (Ritter ohne Vergoldung) aus Silber mit einem blau emaillierten Rand. Auf dem Kreuz liegt im Zentrum ein schwarz emaillierter fünfstrahliger Stern auf und in den Kreuzwinkeln befinden sich Strahlenbündel. Zwischen Kreuz und Tragering ist ein grün emaillierter Lorbeerkranz angebracht.

## Trageweise
Das Großkreuz wird von der rechten Schulter zur linken Hüfte sowie mit einem achtstrahligen Bruststern, auf dem das Ordenszeichen aufliegt, getragen. Großoffizier und Kommandeur das Ordenszeichen am Hals, Großoffiziere zusätzlich einen Bruststern. Das Ordenszeichen der Offiziere und Ritter wird am Band auf der linken Brustseite getragen, wobei auf dem Band des Offizierskreuzes noch eine Rosette angebracht ist.
Das Ordensband ist hellblau.

Bandschnallen des Ordens vom Schwarzen Stern
Großkreuz
Großoffizier
Kommandeur
Offizier
Ritter

## Bekannte Träger
- Maurice Courage (1926–2021), Diplomat (Ritter)
- Emile Dreyfus (1881–1965), Schweizer Unternehmer und Mäzen (Großoffizier, 1952)[1]
- Daddy Gaoh (1906–1973), Politiker (Ritter)
- Jacques Gosselin (1897–1953), Kolonialbeamter (Offizier)
- Pierre Lelong (1912–2011), Mathematiker (Kommandeur)
- Mamoudou Maïdah (1924–2005), Lehrer und Politiker (Ritter)
- Yansambou Maïga Diamballa (1910–1976), Politiker
- Jean Rapenne (1901–1952), Kolonialbeamter (Ritter)
- Issoufou Saïdou Djermakoye (1920–2000), Politiker und Diplomat (Ritter)
- Yacouba Sido (1910–1988), Politiker (Ritter)
- Théophile Tellier (1872–1955), Kolonialbeamter (Offizier, 1903)
- Mouddour Zakara (1912–1976), Politiker